# 荒木源
荒木 源（あらき げん、1964年 - ）は、日本の小説家。
京都府生まれ。洛星高等学校、東京大学文学部仏文科卒、朝日新聞社に入社。2003年、『骨ん中』でデビュー。2010年に『ちょんまげぷりん』（原題『ふしぎの国の安兵衛』）が錦戸亮主演で映画化。2015年に『探検隊の栄光』が藤原竜也主演で映画化。2016年に『オケ老人!』が杏主演で映画化。

## 著書
- 『骨ん中』（2003年6月、小学館、のち文庫化）
- 『ふしぎの国の安兵衛』（2006年9月、小学館、のち『ちょんまげぷりん』に改題して文庫化）
- 『オケ老人!』（2008年10月、小学館、のち文庫化）
- 『ちょんまげぷりん 2』（2010年8月、小学館文庫）
- 『探検隊の栄光』（2012年9月、小学館）
- 『けいどろ』（2014年7月、小学館文庫）
- 『大脱走』（2015年、小学館）
- 『ヘビメタ中年』（2016年、小学館）
- 『独裁者ですが、なにか？』（2017年、小学館）
- 『早期退職』（2018年、角川文庫）
- 『残業禁止』（2019年、角川文庫）